# ریشه در خاک (مجموعه تلویزیونی)
ریشه در خاک نام یک مجموعهٔ تلویزیونی ایرانی به کارگردانی مجید بهشتی است که در سال ۱۳۶۷ تهیه و از شبکه ۱ پخش گردید. این فیلم در روستای زکی آباد از توابع ساوجبلاغ ساخته شده‌است.

## خلاصه داستان
یک جوان روستایی که برای ادامه تحصیل در رشته «دامپزشکی» به شهر رفته‌است، پس از پایان دوره تحصیل به روستای زادگاهش بازمی‌گردد تا با دخترخاله‌اش «مریم» که از سالهای دور با یکدیگر نامزد بوده‌اند، ازدواج کند. شغل او و ارتباط آن با روستا، اتفاقاتی را به وجود می‌آورد که دستمایه این مجموعه تلویزیونی است.

## بازیگران و عوامل تولید

### بازیگران
- مصطفی عبداللهی
- کریم اکبری مبارکه
- ملیحه نیکجومند
- محمود شهیدی
- حسین معلومی
- اسدالله منجزی
- ویدا شهشهانی
- سیامک حلمی
- محمد یگانه
- رحمان باقریان
- رحمت‌الله یخچالیان
- احمد عسکری
- ابوالفضل مطلق